# Ingrid Wildi Merino
Ingrid Paula del Carmen Wildi Merino (Santiago de Chile, 19 de septiembre de 1963) es una artista visual, curadorachilena que ha incursionado principalmente en el arte contemporáneo y el media art, donde se observa una postura estética adscrita al realismo.

## Vida y obra
En los años 1980 migró con su familia a Suiza en donde estudió artes visuales en la Zurich University of the Arts, donde fue alumna de Bernd Höppner, que complementaría con un posgrado en la Haute École d'art et de design de Ginebra, donde fue alumna de Sylvie Defraoi, Dominique Gonzalez-Foerster y Ursula Biemann. Master of Arts in Fine Arts Zürich University of the Arts, ZHDK), Suiza.
Su obra se caracteriza por el uso de diversos géneros o técnicas como las instalaciones, el videoarte y la fotografía, mientras que dentro de su discurso artístico, destacan temas donde aborda la función política del arte y lo cotidiano. Desde 2016 vive y trabaja en Santiago de Chile y es artista, autora, video ensayista, curadora y docente en diferentes Universidades.

## Pensamiento y práctica
Su práctica artística se centra en la investigación e involucra su trabajo de campo sobre los resultados de la colonización y globalización. En sus videos ensayos e instalaciones, la artista entrelaza entrevistas y secuencias cinematográficas de paisajes mostrando diferentes problemáticas socioculturales, lo que la ha llevado a desarrollar la noción de Transferencias, concepto que aborda filosóficamente en sus escritos y simbólicamente en su obra como artista visual. La propuesta intercultural e interdisciplinaria de Ingrid Wildi Merino abarca distintos tipos de obra que dialogan con diversos medios: video ensayos, entrevistas, textos, performance, fotografía y diagramas que convergen en instalaciones espaciales. Su trabajo también adopta la forma de publicaciones, conferencias, proyectos de investigación curatoriales y colaboraciones con colectivos y con la red descolonial de Santiago de Chile. 
Su trabajo de escritura y de video ensayo se centra en la investigación de las problemáticas sobre migración contemporánea y globalización, a partir de lo cual surgen proyectos como Portrait Oblicuo (2005), Los invisibles (2007), Dislocación (2010 – 2011), Arica y Norte de Chile; No lugar y lugar de todos (2009- 2010), Arquitectura de las Transferencias, Arte, Política y Tecnología (2014- 2017), entre otros. En ellos propone una mirada para la descolonización no solo de los pueblos sino también de los conocimientos, actitudes y prácticas aspirando a des compartimentar el conocimiento mediante un enfoque transcultural, transdisciplinario y transgeneracional para las reparaciones sociales y culturales.

## Exposiciones y distinciones
Ha participado en varias exposiciones individuales y colectivas durante su carrera, entre ellas :
- La 51° Bienal de Venecia Pabellón Suizo (2005)[6]
- La VII Bienal del Mercosur de Porto Alegre (2009)[7]
- Las muestras Freie Sicht aufs Mittelmeer (1998) en el Museo de Bellas Artes de Zúrich
- De Palabra en Palabra (2004) en el Centre d'Art Contemporain de Ginebra y Aargauer Kunsthaus
- Reprocessing Reality, P.S.1 Contemporary Arts Center
- MoMA, Nueva York, Estados Unidos (2006)
- Efecto Downey, Fundación Telefónica, Buenos Aires, Argentina (2006)
- Rencontres Internationales, Paris/Berlin New cinema and contemporary art Centre Pompidou
- París, Francia (2007), Historias breves (2007)[8] en el Museo de Arte Contemporáneo
- Galería Gabriela Mistral  en Santiago, Une Question de Génération en el Museo de Arte Contemporáneo de Lyon (2007)[9]
- The Past is a Foreign Country en el Centre of Contemporary Art Znaki Czasu de Toruń[10]
- Shifting Identities-(Swiss) Ar today, Kunsthaus Zürich, Suiza, (2008)
- Stopover II, SESC Pinheiros”, São Paulo, Brasil (2009)
- Acts of voicing. On the poetics and Politics of the voice, Württembergischer Kunstverein Stuttgart, Alemania (2009).
- Mótiers 2011-Art en plein air Science & Fiction (2011) en el Museo de Bellas Artes de Solothurn
- Science & Fiction (2011) en el Kunstmuseum de Solothurn,[11]
- Dislocación —como curadora— en el Museo Nacional de Bellas Artes de Chile (2010) y Museo de Bellas Artes de Berna (2011)

Exposiciones individuales : 
- Un Kilometro de conocimientos invisibles, Centro Cultural Matucana 100, Santiago, Chile, (2019).
- Los invisibles, Museo de la Memoria y los Derechos Humanos, Santiago, Chile,(2019)
- Arquitectura de las Transferencias, Galería Proyectos de Arte, D21, Santiago, Chile (2017)
- Historias Breves, Museo de Arte Contemporáneo y Galería Gabriela Mistral, Santiago, Chile (2007)
- Quelquepart Museo de Bellas Artes Clarus, Suiza (2006) De Palabra en Palabra
- Museo de Bellas Artes de Argovia y Centro de Arte Contemporáneo, Ginebra, Suiza (2004), entre otras exposiciones en Chile y Europa.[1][4]

En 2009 Ingrid Wildi Merino fue galardonada con el Premio Meret Oppenheim y en 2011 recibe el Premio Swiss Award Exhibition, por su curadoria en Dislocación como la mejor exposición en 2011 en Suiza.

## Trabajos Escritos
Sus escritos se han publicado en numerosos libros, entre ellos Dislocación, Localización Cultural e Identidad en Tiempos de Globalización (2011) [catálogo], Berna, Suiza, editado por Hatje Cantz; Interviews, oral History in Contemporary Art (2016), Ecav, école cantonale d’art du valais, Suiza, y Arquitectura de las Transferencias, Arte, política y tecnología (2017), ABADA, España.